# 59-й Берлинский международный кинофестиваль
59-й Берлинский международный кинофестиваль прошёл с 5 по 15 февраля 2009 года в Берлине.
Жюри кинофестиваля возглавила актриса из Великобритании Тильда Суинтон. Открылся фестиваль фильмом «Интернэшнл» Тома Тыквера.
В фестивальной программе Берлинского кинофестиваля в 2009 году были представлены фильмы из Великобритании, Дании, Польши, Франции, Испании, Венгрии, Перу, Ирана, США, Италии.
Главный приз фестиваля — «Золотой медведь» — получил фильм «Молоко скорби» / La Teta Asustada режиссёра Клаудиа Льоса из Перу. Призы за лучшую мужскую и женскую роль достались Сотигуи Куйате (фр. Sotigui Kouyaté, Мали) и Биргит Минихмайр (нем. Birgit Minichmayr, Австрия).

## Жюри фестиваля

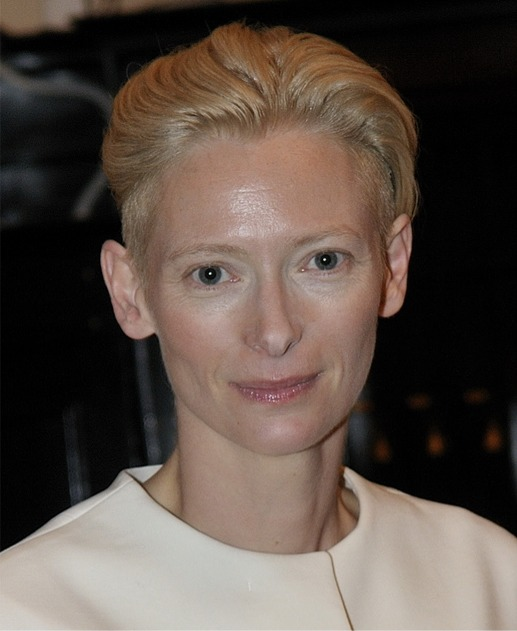
Тильда Суинтон, председатель жюри основного конкурса

### Основной конкурс
- Тильда Суинтон, актриса ( Великобритания) — председатель жюри
- Изабель Койшет, режиссёр, сценарист ( Испания)
- Гастон Каборе, режиссёр, сценарист ( Буркина-Фасо)
- Хеннинг Манкель, писатель, сценарист ( Швеция)
- Кристоф Шлингензиф, режиссёр, сценарист, актёр ( Германия)
- Уэйн Ван, режиссёр, сценарист ( Гонконг)
- Алиса Уотерс, шеф-повар, ресторатор ( США)

### Конкурс короткометражных фильмов
- Хавн, режиссёр, сценарист ( Филиппины)
- Арта Доброши, актриса ( Косово)
- Ларс Хенрик Гасс, директор Международного фестиваля короткометражных фильмов в Оберхаузене, кинокритик ( Германия)

## Фильмы-участники фестиваля

### Основной конкурс
- «Аир» (режиссёр Анджей Вайда,  Польша)
- «Буря» (режиссёр Ханс-Кристиан Шмид,  Германия/ Дания/ Нидерланды)
- «В электрическом тумане» (режиссёр Бертран Тавернье,  США/ Франция)
- «Гигант» (режиссёр Адриан Биньес,  Уругвай/ Аргентина/ Германия/ Испания)
- «Гнев» (режиссёр Салли Поттер,  Великобритания/ США)
- «Каталин Варга» (режиссёр Питер Стриклэнд,  Румыния/ Великобритания)
- «Маленький солдат» (режиссёр Аннетт К. Олесен,  Дания)
- «Мамонт» (режиссёр Лукас Мудиссон,  Швеция/ Дания/ Германия)
- «Мой единственный» (режиссёр Ричард Лонкрейн,  США)
- «Молоко скорби» (режиссёр Клаудиа Льоса,  Испания/ Перу)
- «Мэй Ланьфан» (режиссёр Чэнь Кайгэ,  Китай/ Гонконг)
- «О Элли» (режиссёр Асгар Фархади,  Иран)
- «Посланник» (режиссёр Орен Моверман,  США)
- «Река Лондон» (режиссёр Рашид Бушареб,  Великобритания/ Франция/ Алжир)
- «Рики» (режиссёр Франсуа Озон,  Франция/ Италия)
- «Слёзы счастья» (режиссёр Митчел Лихтенштейн,  США)
- «Страсть не знает преград» (режиссёр Марен Аде,  Германия)
- «Шери» (режиссёр Стивен Фрирз,  Великобритания/ Франция/ Германия)

## Победители

### Основная конкурсная программа
- «Золотой медведь» (главный приз) — «Молоко скорби» (реж. Клаудиа Льоса)
- «Серебряный медведь» (гран-при жюри) — «Гигант» (реж. Адриан Биньес) и «Страсть не знает преград» (реж. Марен Аде)
- «Серебряный Медведь» за лучшую режиссуру — Асгар Фархади («О Элли»)
- «Серебряный Медведь» лучшей актрисе — Биргит Минихмайр («Страсть не знает преград»)
- «Серебряный Медведь» лучшему актёру — Сотиги Куяте («Река Лондон»)
- «Серебряный медведь» за выдающийся вклад в искусство — Габор Эрдели и Тамаш Секели («Каталин Варга»)
- «Серебряный медведь» за лучший сценарий — Орен Моверман и Алессандро Камон («Посланник»)
- Премия Альфреда Бауэра (за открытие новых путей в киноискусстве) — Анджей Вайда («Аир») и Адриан Биньес («Гигант»)